# OBSニュースO
『OBSニュースO』（朝: OBS 뉴스O、英: OBS NEWS ONE）は、韓国・OBS京仁テレビで毎日19:30に放送される総合ニュース番組。

## 番組名の変遷
| 期数 | 番組名                       | 放送期間                       |
| ---- | ---------------------------- | ------------------------------ |
| 1期  | OBSニュース800 OBS 뉴스 800  | 2007年12月28日 - 2008年8月31日 |
| 2期  | OBSニュース755 OBS 뉴스 755  | 2008年9月1日 - 2011年4月3日    |
| 3期  | OBSニュースM OBS 뉴스 M      | 2011年4月4日 - 2019年5月26日   |
| 4期  | OBSニュース745 OBS 뉴스 745  | 2019年5月27日 - 2019年10月27日 |
| 5期  | OBSニュース中心 OBS 뉴스중심 | 2019年10月28日 - 2022年8月28日 |
| 6期  | OBSニュースO OBS 뉴스O       | 2022年8月29日 - 現在           |

## 放送時間
| 放送チャンネル | 放送期間                        | 放送時間                                                  |
| -------------- | ------------------------------- | --------------------------------------------------------- |
| OBS京仁テレビ  | 2007年12月28日 - 2008年3月16日  | 平日20:00 - 20:30 週末20:00 - 20:20                       |
| OBS京仁テレビ  | 2008年3月17日 - 2008年8月31日   | 平日20:00 - 20:40 週末20:30 - 20:50                       |
| OBS京仁テレビ  | 2008年9月1日 - 2008年10月5日    | 平日19:55 - 20:40 週末20:30 - 20:50                       |
| OBS京仁テレビ  | 2008年10月6日 - 2009年4月5日    | 平日19:55 - 20:40 週末19:55 - 20:15                       |
| OBS京仁テレビ  | 2009年4月6日 - 2009年9月20日    | 平日19:55 - 20:35 週末20:30 - 20:50                       |
| OBS京仁テレビ  | 2009年9月21日 - 2010年4月25日   | 平日19:55 - 20:35 週末19:55 - 20:15                       |
| OBS京仁テレビ  | 2010年4月26日 - 2011年4月3日    | 平日19:55 - 20:40 週末19:55 - 20:15                       |
| OBS京仁テレビ  | 2011年4月4日 - 2011年10月2日    | 平日19:45 - 20:30 週末20:55 - 21:20                       |
| OBS京仁テレビ  | 2011年10月3日 - 2012年4月8日    | 平日19:45 - 20:30 週末19:45 - 20:15                       |
| OBS京仁テレビ  | 2012年1月7日 - 2013年2月24日    | 平日19:45 - 20:30 週末19:45 - 20:15                       |
| OBS京仁テレビ  | 2012年4月9日 - 2012年4月29日    | 平日19:45 - 20:30 土曜日20:30 - 21:00 日曜日19:45 - 20:15 |
| OBS京仁テレビ  | 2012年4月30日 - 2012年10月7日   | 平日19:45 - 20:30 週末20:25 - 20:55                       |
| OBS京仁テレビ  | 2012年10月8日 - 2013年3月3日    | 平日19:45 - 20:20 週末19:45 - 20:15                       |
| OBS京仁テレビ  | 2013年3月4日 - 2013年3月10日    | 平日19:45 - 20:25 週末19:45 - 20:05                       |
| OBS京仁テレビ  | 2013年3月11日 - 2013年4月14日   | 平日19:45 - 20:30 週末19:45 - 20:05                       |
| OBS京仁テレビ  | 2013年4月15日 - 2014年4月13日   | 平日19:45 - 20:30 週末19:45 - 20:15                       |
| OBS京仁テレビ  | 2014年4月28日 - 2014年6月27日   | 平日19:45 - 20:30 週末19:45 - 20:15                       |
| OBS京仁テレビ  | 2014年4月14日 - 2014年4月20日   | 毎日19:45 - 20:30                                         |
| OBS京仁テレビ  | 2014年4月21日 - 2014年4月13日   | 平日19:45 - 21:00 週末19:45 - 20:15                       |
| OBS京仁テレビ  | 2014年6月30日 - 2014年7月6日    | 平日19:45 - 20:35 週末19:45 - 20:15                       |
| OBS京仁テレビ  | 2014年7月7日 - 2015年9月13日    | 平日19:45 - 20:35 週末19:45 - 20:10                       |
| OBS京仁テレビ  | 2016年4月25日 - 2017年3月19日   | 平日19:45 - 20:35 週末19:45 - 20:10                       |
| OBS京仁テレビ  | 2015年9月14日 - 2016年4月24日   | 平日19:45 - 20:30 週末19:45 - 20:10                       |
| OBS京仁テレビ  | 2017年3月20日 - 2017年7月30日   | 平日19:45 - 20:30 週末19:45 - 20:10                       |
| OBS京仁テレビ  | 2018年10月29日 - 2019年10月27日 | 平日19:45 - 20:30 週末19:45 - 20:10                       |
| OBS京仁テレビ  | 2017年7月31日 - 2018年4月1日    | 平日19:45 - 20:35 週末19:45 - 20:10                       |
| OBS京仁テレビ  | 2018年4月2日 - 2018年10月28日   | 平日19:45 - 20:25 週末19:45 - 20:10                       |
| OBS京仁テレビ  | 2019年10月28日 - 2020年7月26日  | 平日19:30 - 20:20 週末19:30 - 19:55                       |
| OBS京仁テレビ  | 2020年7月27日 - 現在            | 平日19:30 - 20:10 週末19:30 - 19:55                       |

## 出演者
平日
- キム・ジュノ（朝鮮語版）：OBSアナウンサー
- ユ・ジニョン（朝鮮語版）：OBSアナウンサー

週末
- チェ・ジヘ（朝鮮語版）：OBSアナウンサー

## 過去の出演者
平日
- キム・ソクジン
  - 経歴：元OBS報道局長、現：聯合ニュースTV放送本部長
  - 担当期間：2007年12月28日 - 2008年12月31日
- イ・サンヒ（朝鮮語版）
  - 経歴：OBSアナウンサー（元iTVアナウンサー）
  - 担当期間：2007年12月28日 - 2008年12月31日、2012年7月9日 - 2012年7月20日、2013年2月25日 - 2015年9月11日
- カン・ドンウォン（朝鮮語版）
  - 経歴：元OBS記者、現：テレビ朝鮮記者（元KTV記者）
  - 担当期間：2009年1月1日 - 2011年4月1日
  - 特記事項：ブロードキャスターであるカン・スジョンの兄
- ユ・ジニョン（朝鮮語版）
  - 経歴：OBSアナウンサー（元釜山MBCアナウンサー）
  - 担当期間：2009年1月1日 - 2011年4月1日、2012年7月9日 - 2013年2月22日、2016年12月12日 - 2018年3月30日、2021年11月1日 - 現在
- イ・ナヨン（朝鮮語版）
  - 経歴：OBSアナウンサー（元大田MBCアナウンサー）
  - 担当期間：2011年4月4日 - 2012年7月6日、2015年9月14日 - 2016年11月25日
- チョ・ウンユ（朝: 조은유）
  - 経歴：OBSアナウンサー
  - 担当期間：2016年11月28日 - 2016年12月9日、2018年4月2日 - 2018年10月26日
- チェ・ジヘ（朝鮮語版）
  - 経歴：OBSアナウンサー
  - 担当期間：2018年10月29日 - 2021年10月29日
- イ・スンジェ（朝鮮語版）
  - 経歴：OBS記者
  - 担当期間：2011年4月4日 - 2012年10月19日
- ホン・ウォンギ（朝鮮語版）
  - 経歴：OBSアナウンサー（元iTVアナウンサー）
  - 担当期間：2012年10月22日 - 2013年2月22日、2013年5月 - 2020年4月24日
- チェ・ジンマン（朝鮮語版）
  - 経歴：OBS記者（元不動産TV（朝鮮語版）（RTN）記者）
  - 担当期間：2013年4月15日 - 5月
- キム・ジュノ（朝鮮語版）
  - 経歴：OBSアナウンサー
  - 担当期間：2020年4月27日 - 現在[2]

週末
- カン・スジン（朝鮮語版）
  - 経歴：OBS記者（元YTNアンカー）
  - 担当期間：2009年1月3日 - 2009年4月19日
- イ・ヘジョン（朝鮮語版）
  - 経歴：OBS記者（元G1江原民放記者）
  - 担当期間：2009年4月25日 - 2009年12月27日
- チョン・ヒョンウ（朝鮮語版）
  - 経歴：元OBS記者、現：MBC記者
  - 担当期間：2010年1月2日 - 2011年1月2日（土曜日版アンカー）
- チェ・ジンマン（朝鮮語版）
  - 経歴：OBS記者（元不動産TV（RTN）記者）
  - 担当期間：2010年1月3日 - 2011年1月2日（日曜日版アンカー）、2012年10月27日 - 2013年2月24日
- イ・ナヨン（朝鮮語版）
  - 経歴：OBSアナウンサー（元大田MBCアナウンサー）
  - 担当期間：2011年1月3日 - 2011年4月3日
- キム・ジュノ（朝鮮語版）
  - 経歴：OBSアナウンサー
  - 担当期間：2011年4月9日 - 2012年10月21日
- イ・サンヒ（朝鮮語版）
  - 経歴：OBSアナウンサー（元iTVアナウンサー）
  - 担当期間：2013年1月5日 - 5月
- キム・ジュンウ（朝鮮語版）
  - 経歴：OBSアナウンサー（元iTVアナウンサー）
  - 担当期間：2013年5月 - 2016年11月6日、2018年4月7日 - 2021年10月31日
- カン・ミジョン（朝鮮語版）
  - 経歴：OBSアナウンサー
  - 担当期間：2016年11月12日 - 2016年11月27日
- ユ・ヨンソン（朝鮮語版）
  - 経歴：OBSアナウンサー
  - 担当期間：2016年12月3日 - 2018年4月1日
- チェ・ジヘ（朝鮮語版）
  - 経歴：OBSアナウンサー
  - 担当期間：2021年11月6日 - 現在

## 提供時報
- OBS京仁テレビ 午後8時の時報

- 現代建設

- クチェン（朝: 쿠첸）

- 東亜製薬（朝鮮語版）

- ロッテハイマート

- 現代自動車グループ（現代自動車）

- 現代自動車グループ（起亜）

## 批判

### 盧武鉉に関する議論
2009年6月18日に報道された内容に問題があるという主張が提起された。
OBSの報道では、安養刑務所が盧武鉉元大統領の収監に向けて特別チームを組織し、極秘で独房を設置しようとしたことが明らかになった。当初知られている検察の「『盧元大統領不拘束起訴』方針とは配置されることで議論が予想される」と「刑務所側は2坪余りの6.6m2の独房施設では前大統領を収監することが難しく、6坪程度の20m2の新しい独房を作る計画だった。元大統領に対する心理的礼遇を考慮したものだ」と報道した。

### 天安沈没の誤報を巡る論争
2010年3月31日の第一報として、「天安艦爆発事故で行方不明になった乗組員46名のうち4名の遺体が発見されたことが分かった」とし、「天安艦艦尾を捜索しながら乗組員4名の遺体を発見したと分かる」という海軍関係者の言葉を伝えた。
ニュースが放送された後、国防部はすぐに「遺体は見つからず、明らかな誤報」と反論した。また、ホームページで該当記事を削除し、「天安艦行方不明者の遺体4名が発見されたというOBSの報道と関連して合同参謀本部は、まだ確認されたことがないと明らかにした」と伝えた。
しかしOBSは軍当局の誤報主張には同意できないという立場だ。キム・ソクジン報道本部長は「現職にいる軍関係者が情報提供した内容で、他の関係者まで取材して報道したもの」とし「まだ誤報だと明らかになったことはない。傷ついた行方不明者の家族を慰めるだけで、取材が間違っていたり誤報を認める段階ではない」と話した。
同じ4月5日に「『行方不明者4人が死亡したまま発見』との報道に対して、海軍が事実ではないと訂正報道を要請してきた」とし「結果的に確認できなかった事実を報じただけに、情報も要請を受け入れて正す」と明らかにした。この報道を通じて、行方不明者家族、深海で命を危険にさらした海軍救助隊員、軍当局に遺憾の意を伝え、深い哀悼の意を表した。
4月27日に放送通信審議委員会は該当報道に対して事実確認手続きを経なかった内容を放送して視聴者を混同させたため、関連規定に違反したと判断し、OBS側に勧告措置をした。